# Oratorio della Beata Vergine del Carmine
Oratorio della Beata Vergine del Carmine var ett oratorium i Rom, helgat åt Vår Fru av Karmel. Oratoriet var beläget snett emot basilikan San Crisogono vid dagens Viale di Trastevere i Rione Trastevere.

## Historia
År 1543 grundades Arciconfraternita del Santissimo Corpo di Cristo och fick till sitt förfogande ett sidokapell i basilikan San Crisogono. Med tiden ansåg detta brödraskap att detta kapell var för litet och beslutade att uppföra ett eget oratorium i basilikans omedelbara närhet. Uppförandet av oratoriet bekostades av Scipione Borghese, brödraskapets beskyddare och kardinalpräst av San Crisogono från 1605 till 1633. Tomten, där oratoriet byggdes, fick man genom en testamentsgåva av en viss Maddalena de' Grossi. Det nya oratoriet uppfördes år 1629 efter ritningar av arkitekten Giovanni Battista Soria.
Giovanni Antonio Bruzio (1610–1692), präst i kyrkan Santa Dorotea, författade en rad beskrivningar om Roms sakrala byggnader. Enligt Bruzio hade fasaden två våningar med pilastrar och avslutades med ett krönande pediment med ätten Borgheses vapen. Inskriptionen på fasadens fris löd:

## Interiör
Sex fönster gav interiören ljus och i dess tak fanns Borgheses vapen och Vår Fru av Karmels standar, målat av Angelo Ceccarelli. Högaltarmålningen utgjordes av Giovanni Battista Cortoneses Madonna del Carmine. Här fanns även målningarna Jesu födelse och Jungfru Marie himmelsfärd. I slutet av 1700-talet fördes den undergörande Madonna delle Grazie, en lågrelief i gips, från San Crisogono till oratoriet.

## Rivning
År 1886 inleddes anläggandet av Viale del Re, vilken senare benämndes Viale del Lavoro och numera Viale di Trastevere, rakt genom Trastevere för att förbinda Ponte Garibaldi med Stazione di Roma Trastevere. Detta innebar rivningen av bland annat kyrkan Santa Bonosa år 1888 och år 1909 Oratorio della Beata Vergine del Carmine. I samband med rivningen av oratoriet gick bland annat gipsreliefen Madonna delle Grazie förlorad.

## Bilder
| - Oratorio della Beata Vergine del Carmine (nummer 141) på Giovanni Battista Faldas vy över Rom från år 1676. Nummer 290 avser San Crisogono. - Oratorio della Beata Vergine del Carmine (vid den röda pilen) på Rodolfo Lancianis karta över Rom från år 1893–1901. På kartan ses även San Crisogono samt det så kallade Excubitorium. |